# وارابی-شوکو

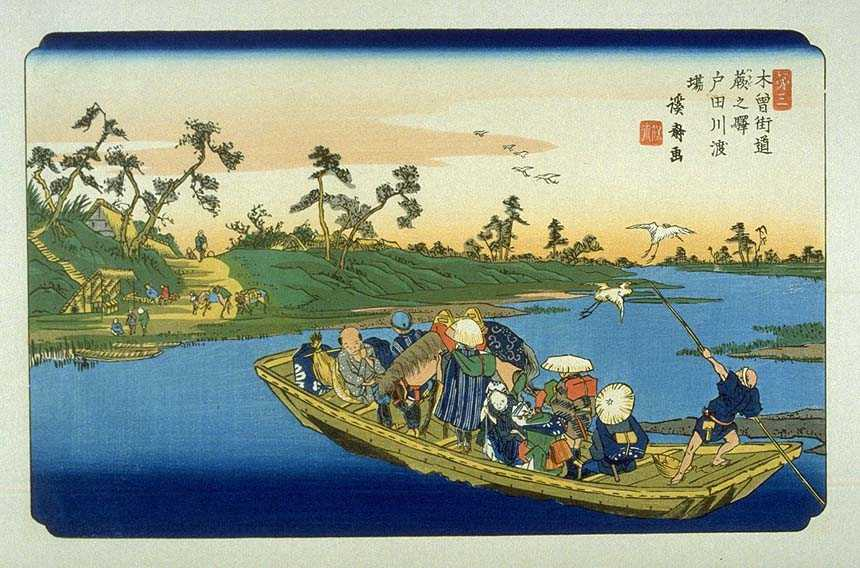
نقاشی کیسای ایسن از وارابی-شوکو بخشی از شصت و نه ایستگاه کایسو کایدو

وارابی-شوکو (به ژاپنی: 蕨宿, Warabi-shuku)، دومین ایستگاه از شصت و نه ایستگاه بزرگراه ناکاسندو بود که ادو را به کیوتو در طول دوره ادو متصل می‌کرد. این شهر در شهر کنونی وارابی، سایتاما، استان سایتاما، ژاپن واقع شده است.